# III: In the Eyes of Fire
III: In the Eyes of Fire är det amerikanska metalcorebandet Unearths tredje studioalbum, utgivet i augusti 2006 på Metal Blade Records. Skivan släpptes också med bonus-DVD med livevideor och intervjuer, samt i Japan.
Albumet producerades albumet av Terry Date, känd för sitt arbete med bland andra Deftones, Machine Head, Pantera och Slayer. Det var Unearths sista skiva med trummisen Mike Justian som lämnade bandet året därpå.
III: In the Eyes of Fire innebar bandets bästa placering på Billboard 200-listan, där man landade på 35:e plats.
Tre musikvideor spelades in från albumet: "This Glorious Nightmare", "Giles" och "Sanctity of Brothers". Dessa låtar gavs också ut på en promosingel samma år.

## Låtlista
1. "This Glorious Nightmare" – 4:20
2. "Giles" – 3:56
3. "March of the Mutes" – 3:58
4. "Sanctity of Brothers" – 3:26
5. "The Devil Has Risen" – 3:20
6. "This Time Was Mine" – 4:09
7. "Unstoppable" – 5:03
8. "So It Goes" – 5:04
9. "Impostors Kingdom" – 3:25
10. "Bled Dry" – 3:57
11. "Big Bear and the Hour of Chaos" (instrumental) – 3:09

Bonusspår på japanska utgåvan
1. "This Lying World" (live) – 4:43
2. "Only the People" (live) – 4:00

## Medverkande
Musiker
- Trevor Phipps – sång
- Buz McGrath – gitarr
- Ken Susi – gitarr
- John "Slo" Maggard – basgitarr
- Mike Justian – trummor

Produktion
- Terry Date – producent, inspelningstekniker, mixning
- Ted Jensen – mastering
- Sam Hofstedt – inspelningstekniker
- Scott Olson – inspelningstekniker
- Jerad Knudson – foto